# Sítio do Mato
Sítio do Mato est une municipalité brésilienne de l'État de Bahia et la Microrégion de Bom Jesus da Lapa.